# Хачатрян, Сурик Серёжаевич
Сурик Серёжаевич (Сергеевич) Хачатря́н («Лиска») (арм. Սուրիկ Սերյոժայի (Սերգեյի) Խաչատրյան, 1 августа 1956, Горис) — армянский государственный деятель.

## Биография
- 1990—1995 — Сюникский университет «Прогресс».
- 2000—2003 — Академия государственного управления Армении. Экономист.
- 1972—1979 — работал мастером на Горисском авторемонтном заводе.
- 1988—1991 — участвовал в армяно-азербайджанском конфликте в Нагорном Карабахе. Был командиром в добровольческом союзе «Еркрапа».
- 1991—1994 — был командиром Горисского батальона министерства обороны Армении.
- 1994—1996 — заместитель председателя исполкома Горисского горсовета.
- 1996—1999 — был мэром Гориса, председатель Сюникского облсовета добровольческого союза «Еркрапа».
- 1995—1999 — депутат парламента. Член постоянной комиссии по вопросам науки, образования, культуры и молодёжи. Член депутатской группы «Реформы», а затем «Еркрапа».
- 1999—2003 — вновь депутат парламента. Член постоянной комиссии по вопросам науки, образования, культуры и молодёжи. Член фракции «Единство».
- 25 мая 2003 — избран депутатом парламента. Член постоянной комиссии по вопросам науки, образования, культуры и молодёжи. Член партии «РПА».
- март 2004 — 2013 — марзпет (губернатор) Сюникской области.
- 2014 — защитил диссертацию на факультете истории и правоведения Горисского государственного университета[1][2][3]
- сентябрь 2014 — октябрь 2016 — марзпет (губернатор) Сюникской области. Отставка предложена премьер-министром.[4]
- 2018 — После бархатной революции удалился из политики
- в июне 2019 решением суда признан банкротом.[5]

## Обвинения в нарушениях
В 2013 году уволен в связи с уголовным делом возбуждённым против его сына.  Тогда в результате выстрелов во дворе дома экс-губернатора был убит бывший кандидат в мэры Гориса Аветик Будагян, тяжелые ранения получили Николай Абрамян и командующий воинской частью Армии обороны, полковник Артак Будагян. Были арестованы сын Сурика Хачатряна, Тигран Хачатрян, и его телохранитель Зарзанд Никогосян. Они обвинялись в убийстве опасным для жизни многих людей способом, причинении опасных для жизни тяжких телесных повреждений, незаконном приобретении и хранении оружия и боеприпасов. Однако спустя три месяца после ареста сын и телохранитель Хачатряна были освобождены на том основании, что действовали в пределах самообороны.
Осужденный за убийство племянник экс-губернатора Маис Хачатрян, был амнистирован указом президента Армении Сержа Саргсяна. Впоследствии Маис Хачатрян был замешан в другом инциденте и был объявлен в розыск.
В июне 2019 согласно сообщениям прессы против него возбуждено уголовное дело в связи со злоупотреблением служебным положением.
Аркадий Тер-Тадевосян в интервью Galatv утверждал, что "Лиска" никогда не был в бою.